# Henri Dumat
Henri Dumat Dufaut (nacido el 20 de febrero de 1947 en Burdeos, Francia) es un ex-futbolista francés. Jugaba de centrocampista o defensor y su primer club fue el Reims.

## Carrera
Comenzó su carrera como jugador en 1964 jugando para Reims. Jugó para el club hasta 1965. En ese año se pasó al AC Ajaccio. Jugó para ese equipo hasta 1968. En ese año regresó al Reims, en donde estuvo jugando hasta el año 1970. En ese año regresó al AC Ajaccio. Se mantuvo ligado a ese equipo hasta 1973. En ese año se fue a España para integrar el plantel de CD Castellón, en donde jugó hasta 1974. En ese mismo año regresó a Francia para formar parte de las filas del Troyes AC. Estuvo hasta 1976. Ese año se pasó a las filas del Libourne, en donde estuvo jugando hasta el año 1981. En ese año se pasó a las filas del Grenoble, en donde se retiró en 1984.

## Clubes
| Club         | País    | Año       |
| ------------ | ------- | --------- |
| Reims        | Francia | 1964-1965 |
| AC Ajaccio   | Francia | 1965-1968 |
| Reims        | Francia | 1968-1970 |
| AC Ajaccio   | Francia | 1970-1973 |
| CD Castellón | España  | 1973-1974 |
| Troyes AC    | Francia | 1974-1976 |
| Libourne     | Francia | 1976-1981 |
| Grenoble     | Francia | 1981-1984 |